# Chasan (miejscowość)
Chasan – osiedle typu miejskiego w Rosji, w Kraju Nadmorskim. Stolica rejonu chasańskiego. Wg stanu na 1 stycznia 2018 roku, miasto liczyło 621 mieszkańców.
Znajduje się tu stacja kolejowa Chasan - jedyna rosyjska kolejowa stacja graniczna na granicy z Koreą Północną.